# Sénoch
Saint Sénoch est un saint du VIe siècle vivant dans l'Occident chrétien.

## Biographie

### Naissance
Saint Sénoch est né à Tiffauges (Teoffalgia au VIe siècle) en 536 au sein de la tribu des Taïfales.

### Exil enTouraine
Il reste à Tiffauges jusqu'à l'âge de vingt ans. Converti au christianisme par saint Martin de Vertou, il se retire en Touraine pour vivre en ermite. Il exerce son don de guérison (thaumaturge) sur les aveugles, les muets et les paralysés et en profite pour libérer les esclaves.
Il se constitue un monastère à proximité de Tours, dont l'évêque Eufronius ranimait l'ardeur spirituelle. Il trouve des ruines dans lesquelles il aménage un oratoire. L'évêque de Tours consacre l'autel, y dépose des reliques et confère le diaconat à Sénoch.

### Son retour àTiffauges
Il revient à Tiffauges (Vendée) pour voir ses parents et guérir ses concitoyens, mais il échoue et ces derniers le chassent à coups de pierres.

### Son retour àTours
Il rentre à Tours, demande pardon pour son péché de vanité et choisit de mener une vie de mortification et d'humilité en expiation dans son monastère.

### Mort
Il meurt en 576 en Touraine (Indre-et-Loire) à cause d'une petite poussée de fièvre il s'alita pendant trois jours jusqu'à sa mort, il avait alors 40 ans. La commune Saint-Senoch porte son nom.

## Reliques
Au IXe siècle, les restes du saint furent transportés à Sassenay, village de Bourgogne situé aux abords de Chalon-sur-Saône, pour qu'ils échappent aux envahisseurs normands. 
En effet, devant la menace d’invasion par la Loire, les moines, qui ne se sentaient plus en sécurité dans la région au IXe, débutèrent un exode, avec les reliques de leur saint fondateur. Après diverses haltes, la petite communauté aboutit au cœur du Morvan, puis à Beaune (Côte-d’Or). Selon la tradition, c’est au moment de l’édification de l’église
paroissiale de Sassenay aux XIe – XIIe siècles qu’eut lieu la translation des reliques de saint Senoch, don de l’évêque de Dijon à l’évêque d’Autun. 
Ce fut le point de départ d’un pèlerinage très fréquenté pour la guérison des enfants malades.

## Représentation
1. En bas du vitrail : le moine est chassé de la ville par les Teiphaliens.
2. Au milieu du vitrail : il est béni par l’évêque de Tours, Euphorne.
3. En haut du vitrail : il meurt au milieu de ses frères en 576. le vitrail montre son âme qui monte au ciel.